# Christian Glade

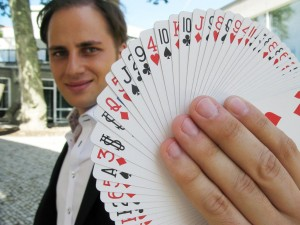
Christian Glade – Zauberkünstler – Comedy Magier – Moderator

Christian Glade (* 9. März 1983 in Münster) ist ein deutscher Comedy-Zauberer, Moderator und Diplom-Kaufmann.

## Leben
Christian Glade ist im westfälischen Münster geboren und in Bösensell aufgewachsen. Nach dem Abitur studierte er an der Westfälischen Wilhelms-Universität in Münster Wirtschaftswissenschaften und schloss sein Studium mit dem Diplom-Kaufmann ab. Trotz der Möglichkeit am Marketing Lehrstuhl zu promovieren, entschied er sich für seine große Leidenschaft, die Zauberkunst. 2011 gelang Christian Glade mit der Verleihung des Merlin Award sogar der internationale Durchbruch. Weitere Auszeichnungen und Würdigungen folgten.

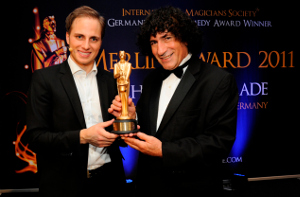
Tony Hassini überreicht Christian Glade den Merlin Award.

## Auszeichnungen
- Merlin Award Preisträger – „Best Comedy Magician Germany“ – International Magicians Society (IMS, New York City)[1]
- Künstler des Jahres – Goldene Künstler Gala
- Gewinner des Internationalen Showpreises – Varieté Festival
- Eintrag in goldene Buch seiner Heimatstadt Münster[2]
- Domstein für besonderes soziales Engagement – Domfreunde Münster[3]
- ZDF Blickpunkt – Mensch der Woche[4]